# Netcraft
Netcraft é uma empresa de serviços de Internet sediada em Bath, Inglaterra.
Netcraft oferece análise de quota de mercado para mercados de hospedagem de sites e de servidores web, incluindo detecção do sistema operacional e do servidor web. Em alguns casos, dependendo do sistema operacional do servidor consultado, o serviço é capaz de controlar uptimes; o acompanhamento do desempenho do uptime é comumente utilizado como fator de determinação da confiabilidade de um provedor de hospedagem na Web.
A Netcraft também oferece testes de segurança, e publica notícias sobre o estado das diversas redes que compõem a Internet.
É conhecida também por sua barra de ferramentas anti-phishing para os navegadores Firefox e o Internet Explorer. A partir da versão 9.5, a base de filtro anti-phishing do navegador Opera utiliza os mesmos dados, como a barra de ferramentas do Netcraft, eliminando a necessidade de uma barra instalada separadamente. Um estudo encomendado pela Microsoft elegeu a barra de ferramentas do Netcraft como um dos instrumentos mais eficazes para combater o phishing na Internet, embora esta posição tenha sido conquistada pelo Internet Explorer 7 com filtro de phishing da Microsoft, possivelmente como resultado da concessão de licenças de dados da Netcraft.